# کن فوگارتی
کن فوگارتی (انگلیسی: Ken Fogarty؛ زادهٔ ۲۵ ژانویهٔ ۱۹۵۵) بازیکن فوتبال اهل بریتانیا است.
از باشگاه‌هایی که در آن بازی کرده‌است می‌توان به باشگاه فوتبال استوک‌پورت کانتی اشاره کرد.